# Липень 2020
Липень 2020 — сьомий місяць 2020 року, що розпочався у середу 1 липня та закінчився у п'ятницю 31 липня.

## Події
- 1 липня
  - Під час загальноросійського голосування більшість висловилась за внесення поправок до Конституції Росії, що дозволяють Володимиру Путіну керувати країною до 2036 року[1]. Україна, Велика Британія та ЄС не визнали референдум через голосування в Криму.
  - Німеччина розпочала головування в Раді ЄС[2].
- 2 липня
  - У М'янмі під час сходження зсуву[en] в районі видобутку нефриту загинуло понад 170 людей[3].
- 3 липня
  - Президент Франції Емманюель Макрон призначив Жана Кастекса на посаду прем'єр-міністра після відставки Едуара Філіпа[4].
  - Єврокомісія дозволила продаж «Ремдесивіра» — першого препарату для лікування COVID-19[5].
- 5 липня
  - Місячне напівтіньове затемнення (Місячний сарос 149), яке найкраще було видно у Центральній та Південній Америці[6].
- 7 липня
  - Протести у Сербії: масові заворушення внаслідок невдоволень політикою президента Сербії Александра Вучича щодо COVID-19 та методами захисту від вірусу[7].
- 8 липня
  - Європейські відомства поліції проникли до секретної системи злочинних чатів EncroChat, що призвело до арештів понад 800 осіб[8].
  - «Динамо» (Київ) удванадцяте стало володарем Кубку України з футболу — у фіналі кияни перемогли «Ворсклу»[9].
- 10 липня
  - Після відповідного рішення Державної Ради Туреччини президент Реджеп Тайїп Ердоган підписав указ про перетворення стамбульського Музею Ая-Софія на мечеть[10].
  - Вздовж атлантичного узбережжя США пройшов тропічний шторм «Фей», який завдав значних економічних збитків, загинуло 6 людей[11].
- 11 липня
  - Протести в Хабаровському краї (Російська Федерація): в Хабаровську, Комсомольську-на-Амурі, Ніколаєвську-на-Амурі, Совєтській Гавані та інших містах у зв'язку з арештом чинного губернатора Хабаровського краю Сергія Фургала відбуваються масові протести[12].
  - Комету Neowise, відкриту у березні 2020 року, можна спостерігати у Північній Півкулі неозброєним оком[13].
- 12 липня
  - Вибори Президента Польщі 2020: чинний президент Польщі Анджей Дуда виграв другий тур виборів[14].
  - Загострення конфлікту на вірменсько-азербайджанському кордоні[15].
- 14 липня
  - Президентські вибори в Білорусі 2020: ЦВК вирішив не допускати опозиціонера Віктора Бабарика кандидатом у президенти. Це рішення спричинило масові протести в Мінську та інших білоруських містах[16]
- 15 липня
  - Уперше повністю розшифрована людська X-хромосома[17].
- 16 липня
  - Шахраї зламали декілька Twitter-акаунтів публічних осіб і компаній та поширювали спам, щоб збирати гроші на біткойн-гаманець[18].
  - За даними спецслужб США, Канади і Великої Британії, хакери, пов'язані з російською розвідкою, намагаються вкрасти дані про розроблення вакцин[19].
- 17 липня
  - Голові ОАСК Павлу Вовку та іншим суддям цього суду НАБУ повідомило про підозру у створенні злочинної організації та захопленні влади[20].
  - Верховна Рада України більше ніж утричі скоротила кількість районів в Україні[21].
- 19 липня
  - За результатами розіграшу Чемпіонату України з футболу 2019—2020 переможцем став донецький «Шахтар», срібні нагороди отримало київське «Динамо», бронзові — луганська «Зоря»[22].
- 20 липня
  - ОАЕ запустили першу космічну місію з дослідження Марса — Марсіанську місію Еміратів[23].
  - У Чорному морі розпочались українсько-американське військові навчання Сі Бриз-2020, до яких долучилися держави-партнери, зокрема Болгарія, Грузія, Румунія, Туреччина та Норвегія[24].
- 21 липня
  - У Луцьку зловмисник захопив автобус із пасажирами[25].
- 22 липня
  - Пандемія коронавірусної хвороби 2019: кількість хворих у світі досягла 15 мільйонів[26].
- 23 липня
  - Китайська Народна Республіка успішно запустила свою першу космічну місію для дослідження Марса — «Тяньвень-1»[27].
  - У Полтаві 32 річний Роман Скрипник, під час затримання на викрадення автомобіля взяв у заручники поліцейського, поїхав у напрямку Києва та згодом сховався у лісі[28].
- 24 липня
  - Бюро з розслідування та аналізу безпеки цивільної авіації (BEA) вдалося успішно зчитати та розшифрувати пошкоджені чорні скриньки з літака PS 752, збитого під Тегераном 8 січня[29]. За повідомленням МЗС України, стенограма підтвердила факт незаконного втручання в роботу літака[30][31][32].
- 27 липня
  - Країнами Карибського басейну пройшов ураган Ханна, він досягнув Техасу та завдав значних економічних збитків у різних країнах[33].
- 29 липня
  - Правоохоронні органи Білорусі затримали 33 бойовиків приватної військової компанії Вагнера[34].
- 30 липня
  - НАСА запустило місію «Марс 2020» з марсоходом «Персеверанс» та вертольотом Ingenuity[35].

## Померли
22 липня — Ганич Оксана Миколаївна, доктор медичних наук